# Anche gli uccelli uccidono
Anche gli uccelli uccidono (Brewster McCloud) è un film del regista statunitense Robert Altman girato nel 1970.

## Trama
Il giovane Brewster McCloud vive da eremita in un locale interrato nello stadio coperto del Reliant Astrodome di Houston, impegnato ad allenarsi ed a costruire un macchinario che gli permetta di volare. In questa sua impresa è spalleggiato dalla misteriosa Louise, che segue il progetto e i preparativi di Brewster. I due manterranno un rapporto ambiguo, ricambiato ma non appagato, in quanto la donna gli ha imposto di non avere rapporti fino alla realizzazione del suo progetto, relazione che si interromperà bruscamente quando verrà meno alla promessa con la giovanissima Suzanne. Nel frattempo avvengono alcuni misteriosi omicidi ai danni di chiunque in qualche modo intralci il progetto ed il quieto vivere di Brewster. Le indagini della polizia andranno molto a rilento nonostante l'intervento di un esperto, il detective Shaft, con il suo continuo imprecare "sincrotroni!", che si ritroverà a brancolare nel buio. Il caso si risolve attraverso Suzanne, che rivelerà alla polizia la confessione di Brewster sulla responsabilità materiale degli omicidi. La polizia fa irruzione all'interno dell'Astrodome e Brewster, che ha terminato il progetto, tenta il volo all'interno. La stanchezza ed il cedimento della macchina faranno sì che - come Icaro - lo sventurato si schianti fatalmente al suolo.